# Flash - Der Fotoreporter
Flash - Der Fotoreporter è una miniserie televisiva tedesca del 1993 formata da sei puntate, e creata da Max H. Rehbein.

## Trama
Il fotografo della stampa Flash ha circa 40 anni. Fin da quando riesce a ricordare, la sua macchina fotografica è stata l'elemento più importante della sua vita. Ha visto l'inferno di Beirut, ha raccontato la carestia in India e la vita in un harem. Freddo, quasi insensibilmente, fotografa tutto: storie d'amore, tragedie umane, catastrofi ecologiche. In modo imparziale e con distacco. Fino a quando un giorno, copre una storia che non riesce a togliersi dalla mente e che richiede il massimo da lui. Non solo abilità professionale, ma anche impegno personale. All'improvviso si rende conto che non può rimanere neutrale o obiettivo, ma che deve raccontare tutta la storia e prendere posizione. D'ora in poi, le sue foto contengono un elemento che a molti altri manca: l'anima.